# Asger Reher

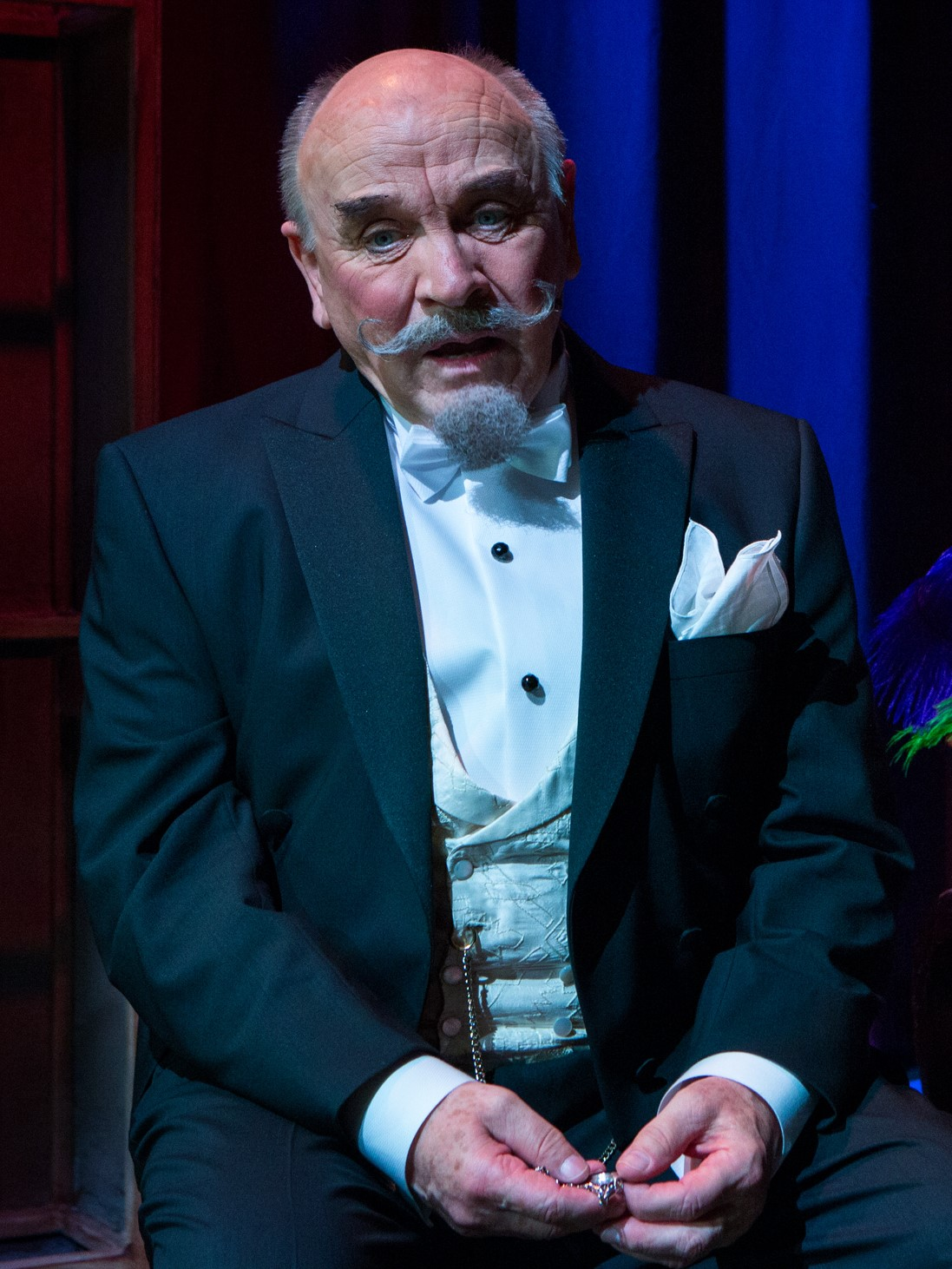
Asger Reher

Asger Reher (* 24. Juni 1950 in Aabenraa, Syddanmark, Dänemark) ist ein dänischer Schauspieler.

## Leben
Asger Reher wurde als Sohn eines Architekten und späteren Direktors einer Feuer-Versicherungsgesellschaft geboren und nahm zunächst bei seinem Vater eine Ausbildung. Um 1970 ging er zu den Dänischen Streitkräften. Reher absolvierte 1978 eine Schauspielausbildung am Aarhus Teater und wurde dort im Anschluss für vier weitere Jahre beschäftigt. Anschließend ging er nach Kopenhagen und hatte dort verschiedene Hauptrollen am Königlichen Theater, wie zum Beispiel in den Stücken Den Politiske Kandestøber, Jeppe på Bjerget, Hamlet und En sælgers død.
Seit 1995 ist er eines der vier Mitglieder des in Dänemark populären dänischen Komiker-Quartetts Ørkenens Sønner (Wüstenbewohner). Das Quartett besteht aus Niels Olsen, Henrik Koefoed, Søren Pilmark und Asger Reher, der dort den Sohn der Wüste Ali Bubbas Barkhar spielt. Des Weiteren spielt er auch in mehreren bekannten dänischen Film- und Fernsehproduktionen mit.
Reher hat mit der Schauspielerin Eva Nevel, die während seiner Zeit am Aarhus Teater kennengelernt hatte, einen gemeinsamen Sohn, der im Tivoli arbeitet.
Asger Reher arbeitet und wohnt in Kopenhagen.

## Filmografie
- 1989: To som elsker hinanden (Fernsehserie)
- 1992: Gøngehøvdingen
- 1995: Brain X Change (Farligt venskab)
- 1995: Ørkenens sønner, auch als Drehbuchautor
- 1997: Ørkenens sønner – Gå aldrig tilbage til en fuser, auch als Drehbuchautor
- 1997: Das Auge des Adlers (Ørnens øje)
- 1998: Der (wirklich) allerletzte Streich der Olsenbande (Olsen-bandens sidste stik)
- 1999–2000: Olsen-bandens første kup (dänische Weihnachtsserie)
- 2000: Pyrus på pletten
- 2000–2004: Unit One – Die Spezialisten (Rejseholdet) (Fernsehserie)
- 2001: Sommer mit Onkel Erik (Min søsters børn)
- 2002: Die Kinder meiner Schwester im Schnee (Min søsters børn i sneen) (Fernsehfilm)
- 2003: Jean de France
- 2003: Lykkevej
- 2003: Forsvar
- 2001: Monas Welt (Monas verden)
- 2001: Ørkenens sønner – En storm i et glas vand, auch als Drehbuchautor
- 2003: Jesus und Josefine (dänische Weihnachtsserie)
- 2003: Tvilling (Gemini)
- 2004–2006: Der Adler – Die Spur des Verbrechens (Ørnen: En krimi-odyssé)
- 2004: Krøniken
- 2005: Springet
- 2005: Ørkenens sønner – Et skud i tågen, auch als Drehbuchautor
- 2008: Ørkenens sønner – En sang fra de varme lande, auch als Drehbuchautor
- 2009: Kommissarin Lund – Das Verbrechen II (Forbrydelsen II) (Fernsehserie)
- 2011: TV!TV!TV! (Fernsehserie)
- 2012: Caroline: Den sidste rejse
- 2012: Min søsters børn alene hjemme
- 2012: Ørkenens sønner - Varm luft i canal grande